# Andrei Hergheligiu
Andrei Mihai Hergheligiu (n. 21 martie 1992, Iași, România) este un fotbalist român, care joacă pe post de atacant la Corvinul în 2008–09 Liga de Honra⁠(d). Pe plan internațional, are prezențe la națională pentru România Sub-21.

## Cariera de club

### Juniorat
Andrei Hergheligiu și-a început cariera de junior la LPS Iași. Apoi s-a transferat la echipa de tineret a echipei Politehnica Iași.

### CSMS Iași
După desființarea Politehnicii Iași s-a transferat la nou-formata CSMS Iași în Liga a II-a. La finalul celui de-al doilea sezon al său la club, CSMS Iași a obținut promovarea în Liga I cu ajutorul lui Hergheligiu, care a marcat 7 goluri în 26 de apariții.
Pe 27 august, Hergheligiu a marcat primul său gol în Liga I, împotriva CFR-ului, ajutându-și echipa să obțină un rezultat de egalitate, 2-2.

### Universitatea Craiova
În vara lui 2014, după terminarea contractului cu CSMS Iași, Hergheligiu și colegul său, Adrian Avrămia, au fost transferați de către Universitatea Craiova. A marcat primul său gol, dând în același meci și o pasă de gol, pe 29 noiembrie, într-o victorie cu 2-0 împotriva celor de la Ceahlăul Piatra-Neamț.